# Parmis
Parmis (elam. Uparmiya) je bila perzijska princeza iz dinastije Ahemenida. Bila je kći Smerdisa, odnosno unuka Kira Velikog, osnivača Ahemenidskog Perzijskog Carstva.

## Životopis
Nakon smrti Kambiza II 522. pr. Kr. dogodio se vakuum vlasti koji završava usponom Darija Velikog, jednog od plemića ahemenidske dinastije koji je svrgnuo Smerdisa s perzijskog trona. Kako bi ozakonio svoju poziciju odnosno legitimnost vlasti, Darije je težio što većem približavanju s Kirovim potomstvom, pa se tako oženio njegovim kćerima Atosom i Artistonom, odnosno njegovom unukom Parmis. Ona se spominje dvaput u djelima grčkog povjesničara Herodota, dok je spomenuta i na tvrđavi Perzepolis gdje se na elamskom jeziku spominje kao Uparmiya.
Parmis i Darije Veliki imali su sina Ariomarda.

## Poveznice
- Darije Veliki
- Atosa
- Artistona
- Smerdis
- Kir Veliki
- Ahemenidi

## Vanjske poveznice
- Parmis (Livius.org)
- Obiteljsko stablo - Parmis
- Parmisin otac Bardija (enciklopedija Britannica)  Arhivirana inačica izvorne stranice od 2. siječnja 2009. (Wayback Machine)